# Аль-Румайкія
Етемад аль-Румайкія (араб. اعتماد الرميكية) — андалузька поетеса, дружина севільського еміра Аль-Мутаміда. Вважається, що вона народилася між 1045 і 1047 рр.

## Життєпис
Вона мала скромне походження і була рабинею севільського мавра мавра на ім'я Яхач, який найняв її для перегону в'ючних тварин. Одного разу майбутній король зустрів її на вулиці і був настільки вражений її здібностями та красою, що одразу ж привів її до себе і зробив своєю дружиною. Ця ситуація дуже не сподобалося батькові принца, еміру Аль-Му'тадіду, який, незабаром був захоплений аль-Румайкією, особливо після того, як вона народила йому онука.
Незважаючи на своє скромне походження, аль-Румайкія чудово виконувала свої обов'язки консорта, навіть при такому розкішному дворі, як севільський. Вона також палко кохала свого чоловіка, так само, як і він її. Коли її чоловік успадкував трон, він виконував кожну забаганку своєї дружини до такої міри, що його піддані не могли стриматися, щоб не висловити своє невдоволення. Ця взаємна пристрасть між чоловіком і дружиною спонукала їх писати натхненну і глибоку поезію один для одного, хоча до нас дійшов лише один вірш аль-Румайкії.
Очевидно, що королева займалася не лише потуранням своїм примхам і написанням віршів. Напис, що зберігається в Музеї Севільї, свідчить, що саме вона звела вежу на мечеті, яка колись стояла на місці нинішньої церкви Сан-Хуан-де-ла-Пальма; та й сама мечеть, можливо, була її витвором.

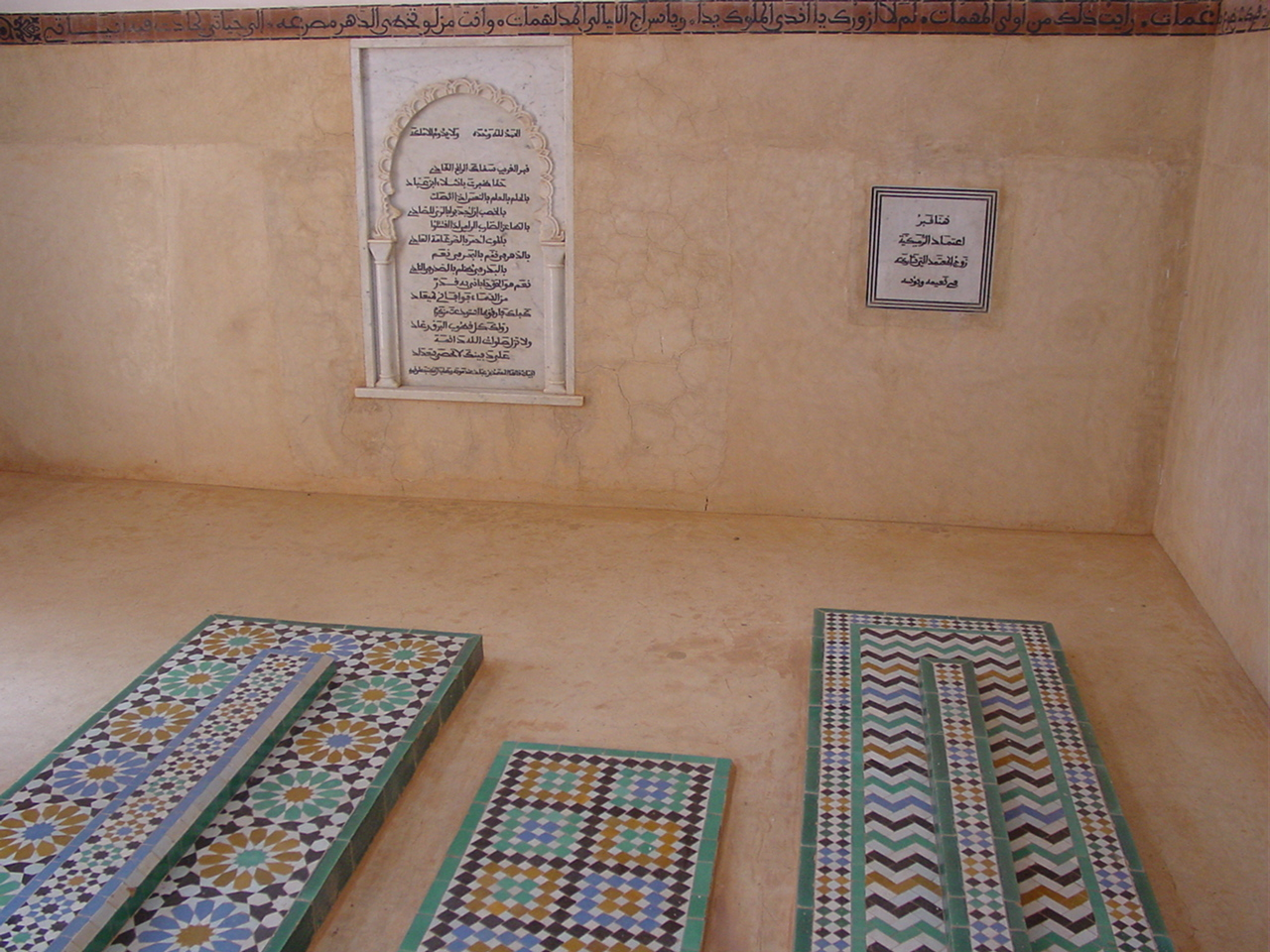
Гробниця аль-Мутаміда разом з дружиною аль-Румайкією в Агматі

Після того, як у 1091 році Аль-Мутамід був скинутий з престолу Юсуфом ібн Ташфіном, її разом із чоловіком і дітьми відвезли до форту в Агматі, де вона, як вважають, померла. Її нещастя оплакували сучасники.

### Діти і нащадки
- Принц Аббад. Загинув у бою.
- Принц Арраді. Загинув у бою.
- Принц Абу Насир аль-Фатах аль-Мамун. Загинув у бою.
- Принц Рашид. Наслідний принц Тайфи Севільської.
- Принц Аль-Мотаб.
- Принц Абу Хашем.
- Принцеса Бутайна. Поетеса.

## Легенда
Стосунки еміра Севільї з Румайкією були джерелом багатьох історій, однією з яких є така відома іспанська історія:
Одного разу граф так розмовляв зі своїм радником:
«Патроніо, подивися, що відбувається з одним чоловіком: він часто просить мене допомогти йому грошима, і щоразу, коли я це роблю, він дає мені знаки вдячності, але якщо він незадоволений грошима, які я даю, він нещасний і, здається, забув про послуги, які я йому робив раніше. Оскільки я знаю твої судження, будь ласка, дай мені пораду, як мені поводитися з цією людиною».
«Мій пане, я думаю, що між вами і цим чоловіком відбувається те саме, що сталося з королем Севільї Аль-Мотамідом і його дружиною Ар-Румаїкією».
Граф запитав, що сталося.
«Мій володар, король Аль-Мотамід був одружений з Аль-Румаїкією і любив її більше за всіх на світі. Вона була дуже доброю, і сарацини досі пам'ятають її за її слова і вчинки, які є взірцевими. Але іноді вона була примхливою і вередливою жінкою.
Сталося так, що одного разу в Кордові в лютому місяці випав сніг, і коли ар-Румайкія побачила сніг, вона почала плакати. Король запитав, чому вона плаче, а вона відповіла, що плаче тому, що він ніколи не відпускав її в місця, де випадає сніг. Король, щоб догодити їй, адже Кордова — місто з теплою температурою і там рідко буває сніг, посадив мигдалеві дерева, прислані з гір над Кордовою, так що коли вони зацвіли в лютому, то здавалися вкритими снігом, і королева побачила, що її бажання здійснилося.
І знову, коли ар-Румайкія була у своїй кімнаті, яка знаходилася біля річки, вона побачила босу жінку, яка збирала грязюку, щоб зробити цеглу. Побачивши це, королева почала плакати. Король запитав її, чому вона плаче, а вона відповіла, що ніколи не може зробити те, що хоче, на відміну від тієї смиренної жінки. Король, щоб догодити їй, послав за рожевою водою, щоб наповнити велике озеро в Кордові; потім наказав наповнити землю, взяту з озера, цукром, корицею, лавандою, гвоздикою, мускусом, амброю і циветикою, а також іншими прянощами, які приємно пахнуть. Коли озеро було наповнене усіма цими речовинами, а багнюка стала такою, яку ви можете собі уявити, король наказав своїй дружині роззутися і вийти з нього, і тоді вона могла робити цеглу з багнюки, скільки їй заманеться.
Знову їй захотілося чогось іншого, і вона почала плакати. Король запитав, чому вона плаче, а вона відповіла, що не буде плакати, якщо він коли-небудь зробить що-небудь на її догоду. Добрий король, бачачи, що вона не цінує всього того, що він зробив для неї, не знаючи, що ще він може зробити, сказав такі слова арабською: «Навіть того дня, коли ти гралася з багнюкою?», щоб вона зрозуміла, що по багнюці вона завжди повинна пам'ятати, що він намагався зробити все можливе, щоб задовольнити її.
І тому, мій пане, якщо ця людина забуде і не подякує тобі за все, що ти для неї зробив, просто тому, що ти зробив не так, як вона хотіла б, я раджу тобі не робити нічого, що могло б їй зашкодити. І ще раджу, якщо хтось зробив тобі послугу, але потім не робить все, що ти хочеш, не забувай того добра, яке ця людина тобі зробила".

Графові це здалося доброю порадою, і він послухався її і зробив дуже добре.